# Castelul Mikes din Budila
Castelul Mikes este un monument istoric situat în satul Budila, județul Brașov. Figurează pe noua listă a monumentelor istorice sub codul LMI: BV-II-m-A-11617.01.